# Dominik Kother
Dominik Kother  (sinh ngày 16 tháng 3 năm 2000) là một cầu thủ bóng đá người Đức thi đấu ở vị trí tiền đạo cho câu lạc bộ Waldhof Mannheim taị 3. Liga theo dạng cho mượn từ Karlsruher SC.